# صعود الصين السلمي

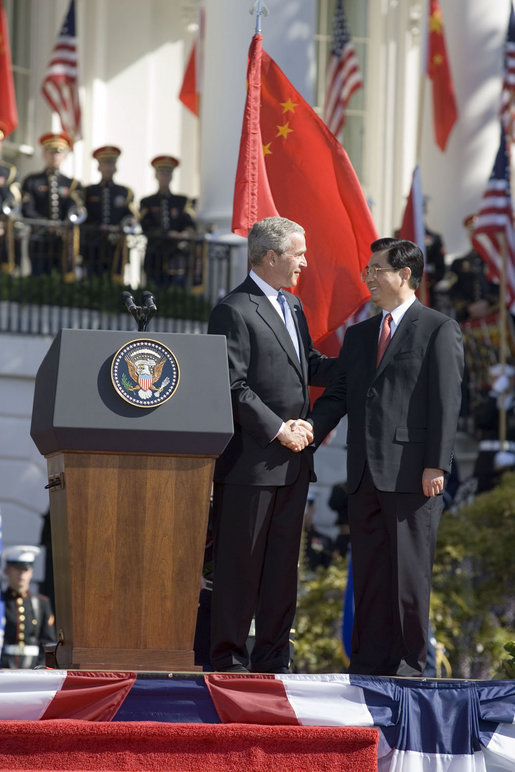

تطور الصين السلمي يشير إلى السياسة الرسمية للحكومة الصينية والتي وضعها الرئيس الصيني السابق هو جينتاو. وهي سياسة تسعى لتحقيق نمو اقتصادي وسياسي ومجتمعي وعسكري صيني متوازن من دون أي مواجهات عنيفة في منطقة شرقي آسيا أو في العالم., أضيفت كلمة «السلمي» إلى العنوان لطمأنة بلدان شرق آسيا والولايات المتحدة الأميركية من أن هذا النمو الصيني لا يشكل أي تهديد للسلم أو للاستقرار.

## التسمية
عند طرح السياسة، استعمل تعبير «صعود الصين السلمي» في المصطلح الصيني (بالصينية التقليدية: 中国和平崛起|=زهوونغو هيبنغ جويقي والصينية المبسطة: 中國和平崛起|p=جلس). ويترجم للإنكليزية بـ:China's peaceful rise. فيما بعد، واجه هذا المصطلح بعض الانتقاد على أساس أن كلمة «صعود» لها معنى تصادمي، فاستبدلت بكلمة «تطور» لتصبح «تطور الصين السلمي» (الصينية التقليدية: 中國和平發展=زونغو هيبنغ فازهان والصينية المبسطة: 中国和平发展). وإضافة كلمة «السلمي» هي لتطمين دول العالم، وبخاصة دول الشرق الآسيوي، بأن هذه السياسة لا تشكل أي نوع من التهديد على أي مستوى. كما استعمل تعبير «الطريق التنموي السلمي للصين» و «خطة نهوض الصين السلمية» للإشارة إلى نفس الخطة.

## أساس الخطة
بدأت فكرة اعتماد السلمية في سياسات جمهورية الصين الشعبية في تسعينيات القرن العشرين مع بذوغ مبداء الأمن الجديد الذي كان نتيجة أبحاث قامت بها خلايا تفكير صينية. وأول من استعمل تعبير «صعود سلمي للصين» كان زينغ بيجيان المنظر للقيادة السياسية الصينية وذلك في كلمة ألقاها في منتدى بواو الآسيوي عام 2005م، وأعيد ذكرها من قبل ون جيا باو رئيس وزراء الصين عدة مرات مما يدل أن فكرة السلمية هي أساسية عند الجيل الرابع من السياسيين الصينيين بقيادة هو جينتاو.

## المباديء الأساسية
يهدف المصطلح في الأساس لطمأنة دول العالم أن التطور التي تقوم بها الصين من الناحيتين الاقتصادية والعسكرية لا يهدف للتوسع العالمي أو لاستعماله في المواجهات العالمية كما أن الدول الأخرى يمكن أن تستفيد من النمو الصيني. وأن السياسة الجديدة تعتمد مباديء القوة الناعمة التي تدعو إلى أن العلاقات الجيدة بين الدول تجلب الرخاء للجميع وتحسن من معدل القوة الوطنية الشاملة بدلا من الإضرار بها. كما تؤكد هذه السياسات بأن الصين لن تعتمد مباديء الإتجارية الجديدة ولا مباديء الحمائية. وفي مجال الديبلوماسية، تشدد هذه السياسة بالابتعاد عن فرض حلول عسكرية لحل مشاكل الحدود المتنازع عليها مثل الحدود مع جزر سبراتلي وجزر سينكاكو وجنوب التبت.

## خارطة طريق النمو السلمي
نشر المجلس السياسي المركزي الصيني عام 2005 الإستراتيجية العامة لنظريات الخطة وطرق تطبيقها من خلال خمسة فصول:
1. الصين هي أكبر دولة نامية في العالم. وهدف الصين الأساسي هو النمو باتجاه العولمة. وتؤمن الصين بمبداء تعدد الأقطاب بدلا من التسلط. وأنها تحاول أن تتعاون مع بقية البلدان بحسب المباديء الخمسة للتعايش السلمي.
2. أرساء سلام عالمي هو من أساسيات نمو الصين. وأن تخفيض الفقر العالمي هو منفعة للاقتصاد الصيني وأنها تجاهد لتخفيض إستهلاك الطاقة. وأن كان للصين تأثير إيجابي تجاه استيعاب الحصور الاقتصادي الذي حصل مؤخرا في العالم.
3. سيعتمد تطور الصين على مباديء النمو العلمي. ستقو يتنمية أسواقها الداخلية وتفتح طرق جديدة للتصنيع النظيف وستسخر بشكل أكبر الاعتماد على تقنيات المفرفة والابتكار عن طريق استخدام قدراتها البشرية وتحسين التربية.
4. ستبقى الصين سوقا مفتوحا للتجارة العالمية. ستدعم المنظمات العالمي مثل منظمة التجارة العالمية والمنظمات الإقليمية مثل منطقة أسيان والصين للتجارة. وستتعامل مع تضارب معدلات النقد بين البلدان بشكل متعادل مع الدول الأخرى. ستقوم الصين بالإستثمار في بقية البلدان وستوفر يدها العاملة للمساهمة في اقتصاديات الدول الأخرى.
5. ستعمد الصين مباديء «الديمقراطية في العلاقات الخارجية» وذلك على مباديء المساواة بين البلدان والحوار والتعددية وعدم الإكراه. كما ستدعم اشتراك بقية الدول النامية في المسائل العالمية كما ستساهم بكل إمكانياتها في نمو هذه البلدان. يجب اعتماد الثقة المتبادلة وليس أفكار الحرب الباردة. كما ستدعم والحد من انتشار الأسلحة وإزالة اسلحة الدمار الشاملة. وستفاوض على حل نزاعات الحدود بشكل سلمي.

## وضع تايوان
يتحكم قانون مناهضة الإنفصال الذي وضع عام 2005 بالعلاقة مع تايوان والذي ينص على بذل كل الجهود السلمية لإعادة توحيد تايوان مع أصلها الصيني. أما إذا أصرت تايوان على الاستقلال، فستستعمل الحكومة الصينية القوة لإعادتها.

## نقد الخطة
تشكك الهند في صحة إدعاء الصين بأنها تطبق هذه مباديء السلمية وذلك بحسب تصرفات الصين تجاه الحدود المتنازع عليها بين الهند والصين. فأظهرت الهند أن الصين حركت قواتها العسكرية وحتى النووية منها باتجاه الحدود. كما قامت بمعاملة مواطنين هنود في المناطق المتنازع عليها على أنهم مواطنون صينيون. وبالتالي، تتهم الصافة الهندية المسعى السلمي للصين كوجه خفي لمؤامرة تخطط لها للتوسع الإستعماري.